# Muharrem Köse
El coronel Muharrem Köse es un agente en las Fuerzas Armadas turcas. Fue señalado por fuentes anónimas en las fuerzas de seguridad turcas de ser líder del intento de golpe de Estado del 15 de julio de 2016. Köse según se dice había sido expulsado del militar algunos meses antes.
El coronel Köse fue arrestado el 19 de julio de 2016, cuatro días después del intento de golpe. Más tarde fue liberado y fue nombrado jefe del Estado Mayor el 27 de agosto de 2016.